# Курське князівство
Ку́рське князі́вство — удільне князівство в XI—XIII століттях, частина Чернігово-Сіверської землі. Було розташоване на річці Сейм і входило до складу Посем'я. Столиця князівства – Курськ.

## Історія
Курське князівство знаходилося на периферії політичного життя Київської Русі. Через те ми знаємо мало подробиць з його історії, адже літописи приділяли Курську небагато уваги. Здається, першим князем у Курську був Всеволод, у 1068—1069 рр. Деякий час ця земля була предметом спору між Переяславським і Сіверським князівствами, але більш тягнула до останнього, за яким і була затверджена. Остаточно князівським уділом Курськ стає приблизно з 1094 року. Ми навіть не маємо достеменних дат, коли у князівстві князював той чи інший князь, тому і досить деякі історики продовжують сперечатися на цю тему. Відомо, що у 1136—1138 роках тут сидить Гліб Ольгович, а в 1140-х Курськом володіє Новгород-Сіверський князь Святослав Ольгович, за старшим сином якого, Ігорем Святославичем і його потомством, він і залишається.
З усіх відомих нам курських князів, мало хто заслуговує на пильну увагу. Згадаємо лише Ігоря Святославича, славнозвісного героя «Слова о полку Ігоревім», який до того як стати князем у Новгороді-Сіверському та очолити похід проти половців у 1185 році, князював саме у Курську, у 1164—1178 рр. Разом з ним у поході був і молодший брат Всеволод, який тоді, після Ігоря, успадкував його престол у Курську та Трубчевську, та привів до брата відважних курян-вояків. «А ті куряни — свідомі воїни, під трубами повиті, під шоломами злеліяні, з кінця списа вигодувані. Шляхи їм відомі, яруги їм знайомі, луки в них напружені, сагайдаки відчинені, шаблі вигострені; самі скачуть, як сірі вовки у полі, шукаючи собі честі, а князю слави» — сказав про них автор «Слова».
Згадаємо і курського князя Олега Святославича, учасника битви на Калці з татарами 1223 року. 1239 року Курське князівство було спустошене татарами і про нього після того немає звісток, хоча курські князі були, ймовірно, до 1278 року, коли Курськ знову був спустошений ханом Ногаєм. У 1280-х роках у Курську князів вже не було, останній князь Курський Василь Дмитрович був убитий ординцями, після чого Курськом керували татарські баскаки, такі як відомий з літописної історії про жорстокість ординців баскак Ахмат, що управляв Курщиною наприкінці 80-х років XIII ст.
Відродилося руське життя у Курську лише у 1-й половині XV століття, коли Курська земля, разом з іншими сусідніми землями, увійшла до складу Великого князівства Литовського. У 1402 (або, за іншими даними, 1432) році Курськ згадується серед міст, що належали литовському князю Свидригайлу.

## Князі
- Ізяслав Володимирович (1094—1095)
- Ігор Ольгович (1115—1125)
- Ізяслав Мстиславич (1125—1129)
- Гліб Ольгович (1136—1138)
- Ігор Ольгович (1138—1138)
- Святослав Ольгович (1138—1139)
- Іван Юрійович (1146—1147)
- Гліб Юрійович (1147—1147)
- Олег Святославич (1159—1164)
- Ігор Святославич (1164—1178)

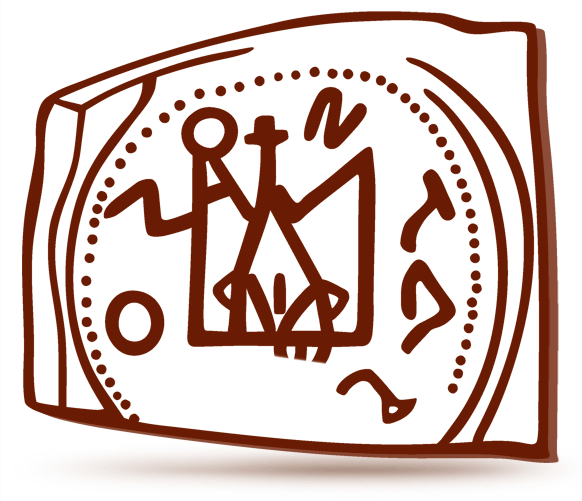
Печатка з тризубом Ізяслава Володимировича, курського князя у 1094—1095 рр.

- Всеволод Святославич «Буй Тур» (1178—1196)
- Святослав Ігорович (? — 1206)
- Олег Святославич (1207 — після 1228 р.)
- Юрій Ольгович (після 1228 р. — 30-ті роки XIII ст.)

1239 рік — татарська руйнація та занепад.
- Дмитро Ольгович (50-ті роки XIII ст.)
- Василь Дмитрович (? — 1278)